# Vittoria Tesi
Vittoria Tesi (pronuncia: tési, /ˈte.si/), nota anche con il doppio cognome di Tesi Tramontini, nonché come "la Fiorentina" o "la Moretta" (Firenze, 13 febbraio 1701 – Vienna, 9 maggio 1775) è stata un contralto italiano.
Mulatta di umili origini, «considerata la prima importante cantante di colore della storia della musica occidentale», fu tra le figure più rilevanti del periodo aureo del belcanto, nella prima metà del Settecento, ed è stata definita come «la prima "divina" in chiave di contralto» nella storia del teatro lirico.

## Biografia

### Le origini e i rapporti familiari
Nacque a Firenze nel 1701 (secondo il nostro «stile moderno» di datazione), figlia di Alessandro e di Maria Antonia Rapacciuoli. Il padre, soprannominato "il moretto" per le sue ascendenze africane, faceva il lacché per il famoso cantante evirato (e faccendiere di Ferdinando de' Medici) Francesco De Castris (circa 1650-1724). Alla nascita della bimba, quest'ultimo accettò di tenere a battesimo la neonata insieme ad un'altra famosa figura del teatro lirico dell'epoca il soprano Vittoria Tarquini (ca. 1670–1746), chiamata "la Bombace" (o "la Bambagia"), nei confronti della quale la Tesi fu evidentemente debitrice del nome proprio. Di lei si disse poi, tra l'altro, che aveva intrattenuto una relazione con Händel all'epoca del soggiorno in Italia di quest'ultimo. Relazione peraltro inizialmente attribuita anche alla stessa Tesi, a costo però inevitabilmente di retrodatare di almeno una decina d'anni la sua data di nascita.
La Tesi aveva due fratelli, Cosimo e Giovanni, ai quali rimase legata per tutta la vita, soprattutto al secondo, sordomuto e affetto da deficit mentale e quindi non autosufficiente. Ancora nel suo testamento, nel nominare il marito erede universale dell'ingentissimo patrimonio che aveva accumulato, costituiva però dei congrui legati in favore dei fratelli e dei nipoti, tali da consentire, in particolare a Giovanni, la concreta possibilità di concludere la propria esistenza conservando il livello di assistenza e il domicilio che lei gli aveva garantito in vita.
La vicenda umana di Vittoria Tesi è stata avvolta da una leggenda riguardante il suo matrimonio, originata, quando la cantante era ancora viva, dai resoconti di Charles Burney, e di Carl Ditters von Dittersdorf Sia pure con particolari anche molto diversi tra loro (per l'uno il marito era un fornaio girovago letteralmente raccattato a caso per strada, con l'unica prerogativa di essere italiano; per l'altro un semplice barbiere di teatro), si sarebbe trattato di un matrimonio bianco di pura convenienza, contratto dalla cantante in fretta e furia (dalla sera alla mattina) per sfuggire definitivamente alla corte pressante di un altolocato nobiluomo. Questi era disposto anche ad impalmarla ed era anzi sull'orlo di farle la proposta ufficiale, ma lei per qualche motivo rifiutava radicalmente le sue avances, senza però voler o poter infliggergli l'onta di una ripulsa diretta. Secondo Francesco Lora, invece, anche alla luce dei documenti nel frattempo rinvenuti negli archivi ecclesiastici di Bologna, il veneziano Giacomo Palmerino Tramontini (1705-1785) era in effetti nipote di un gioielliere e dedito agli affari, e era da considerarsi "in verità un partito invidiabile": le nozze ebbero luogo a Bologna nel 1731 e non furono affatto celebrate dalla sera alla mattina in quanto "la dispensa dalle pubblicazioni fu concessa soltanto dopo alcune settimane, preso atto dei troppi luoghi ove la nubenda aveva soggiornato (tra le deposizioni figura un autobiografico e non sempre attendibile resoconto dei viaggi)". Certo non dovette trattarsi di un matrimonio convenzionale. Della mancanza di fedeltà reciproca tra i due contraenti, ebbe modo di dare conto il grande filosofo Benedetto Croce nell'ambito della sua attività collaterale di storico. Nella sua opera sui teatri di Napoli, riferisce di una vicenda del 1737, in occasione della quale la Tesi dovette licenziare due servitori che tenevano bordone al "Tramontino, pessimo soggetto," nelle sue tresche amorose con una signora fiorentina presso la quale egli intendeva anzi fuggire con tutti i suoi averi. Dopodiché, uno dei due, sempre sostenuto dal marito, arrivò perfino a minacciare di sfregiarla, costringendola a chiedere soccorso all'Uditore Generale Alfonso Ulloa Severino (1687-1762) addirittura irrompendo nel suo palco nel corso di una recita Quanto alla cantante stessa, Croce pubblicò nel 1946 un libriccino contenente le lettere d'amore (tutt'altro che platonico) da lei inviate al prelato, tombeur de femmes, e futuro cardinale Enea Silvio Piccolomini nel corso di una relazione durata alcuni anni e iniziata praticamente in contemporanea con l'episodio precedentemente citato. Ancora nel suo testamento, del resto, si colgono i segni del rapporto non convenzionale che la legava al Tramontini. Nel mentre lo nominava erede universale, in sede di costituzione dell'ingente fondo fiduciario di ottomila fiorini a favore del suo "povero" fratello Giovanni, che aveva "la disgrazia di essere muto, sordo e scemo", si dimostrava a parole fiduciosa che il "[suo] caro marito" avrebbe continuato a prendersi cura ed ospitare il cognato anche dopo la morte di lei, ma, più concretamente, si cautelava apponendo la clausola: "con l'intelligenza però e sotto la direzione degli miei Esecutori Testamentari". Egualmente, la Tesi attribuiva anche un legato di duemila fiorini, oltre a tutto il suo guardaroba, alla cameriera di colore, la «mia Mora Maria, che hò allevata da fanciulla, e la quale m'hà fedelmente servita per tanti anni» (e che dopo la sua morte avrebbe cambiato il proprio nome da Maria Labita a Maria Victoria Tramontini, vivendo quindi da agiata pensionata fino al 1801): prima di far ciò si premurava di dichiarare formalmente che tutto quel che si trovava nella camera della fantesca era di proprietà della stessa, e «che la detta mora tiene in mano del mio marito un picciolo di lei capitaluccio di zecchini quaranta». A indice della diffidenza che nutriva nei confronti del coniuge, nel fissare, subito dopo, l'entità del legato, la Tesi si riteneva in dovere di specificare ulteriormente: «ben inteso, che in tal somma di duemila fiorini non resti compreso il picciolo sudetto suo capitale degli zecchini quaranta.» D'altronde, quando la cantante morì, Tramontini si risposò immediatamente, ancor prima di reclamare l'eredità.

### La grande carriera

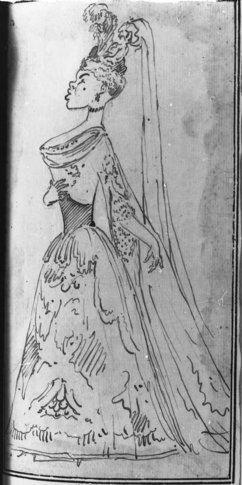
Caricatura di Vittoria Tesi all'epoca del suo debutto veneziano
(di Marco Ricci)

Forse non casualmente viste le caratteristiche di coloro che l'avevano tenuta a battesimo, la Tesi fu avviata giovanissima allo studio del canto (e anche della danza e della recitazione), in particolare nella scuola che il cantante Francesco Redi aveva aperto a Firenze nel 1706. Dopo il trasferimento della famiglia a Bologna nel 1715, lo studio proseguì con Francesco Campeggi, e fu perfezionato con Antonio Bernacchi, famoso castrato all'epoca ancora sulla scena (si sarebbe esibito in seguito anche con l'ex allieva), ma destinato a fondare una delle principali scuole di canto del Settecento.
La Tesi seppe comunque trarre profitto dai suoi studi e fu in grado, nel 1716, a poco più di quindici anni, di esordire a Parma in una ripresa de Il Dafni di Emanuele d'Astorga, esibendosi quindi, l'anno successivo, a Bologna e conquistandosi subito, sin da queste prime apparizioni, una buona rinomanza.
Nel biennio 1718-1719 fu ingaggiata per Venezia e si recò anche a Dresda al seguito del compositore Antonio Lotti. Qui prese parte, il 3 settembre 1719, all'inaugurazione del nuovo teatro dell'opera nei complessi dello Zwinger, cantando nella ripresa del Giove in Argo del musicista veneziano, e, pochi giorni dopo, partecipò alla prima della sua nuova opera Teofane: il suo nome veniva associato così alle stelle del panorama lirico europeo (c'erano ad esempio il Senesino, Giuseppe Maria Boschi e Margherita Durastanti), che erano state chiamate ad animare i festeggiamenti per le nozze tra l'erede al trono ducale della Sassonia Federico Augusto e l'arciduchessa Maria Giuseppa d'Austria. Durante la sua permanenza a Dresda il fascino esotico della Moretta ebbe modo di destare anche le attenzioni del duca elettore (nonché re di Polonia con il nome di Augusto II), soprannominato il Forte, e noto come impenitente donnaiolo.
Dopo la chiusura dell'opera italiana di Dresda, la Tesi rientrò nella penisola, dove si stabilì tra Firenze e Bologna e dove rimase dal 1721 per più di venticinque anni, esibendosi principalmente, oltre che in tali due città, a Venezia, Milano e Napoli, e comunque in molte altre località, maggiori o minori, del Centro-Nord. L'unica puntata all'estero che si concesse, fu una visita a Madrid (dove si trovava già il suo grande amico Farinelli), nel 1739-1740, visita per la quale scriveva all'amato Piccolomini di essersi vista riconoscere un trattamento favoloso – comprensivo di scorta di "cavalleria" da parte del governatore di Barcellona – al quale non aveva potuto rinunciare. Un'altra lettera del 25 marzo 1741 faceva anche riferimento en passant a un'imminente partenza per Francoforte, evidentemente per l'occasione dell'incoronazione del nuovo imperatore. Tuttavia del viaggio alla fine non si fece niente probabilmente per gli sviluppi della guerra di successione austriaca che portarono all'elezione imperiale del duca di Baviera Carlo VII, con la provvisoria sconfitta del partito asburgico di Maria Teresa e di Francesco Stefano di Lorena, ora granduca di Toscana, al servizio dei quali la Tesi figurerà ufficialmente almeno a partire dal 1743.
Il momento culminante della lunga fase italiana della sua carriera fu probabilmente la partecipazione all'inaugurazione del nuovo Teatro San Carlo di Napoli come protagonista in travesti dell'Achille in Sciro di Domenico Sarro nel 1737. Come si può rilevare analiticamente dal repertorio riportato più avanti, pur essendo mancato l'incontro diretto con Vivaldi, Händel e Pergolesi, lavorò con tutti gli altri grandi compositori coevi di opera italiana: oltre ai già citati Lotti e Sarro, in particolare Vinci, Hasse, Leo, Giacomelli, fino a Jommelli, De Maio e Galuppi. Nel 1744, a Venezia, nel Teatro San Giovanni Grisostomo ebbe luogo il primo incontro con il trentenne Gluck, per il quale interpretò il ruolo di protagonista dell'Ipermestra, la seconda opera veneziana del compositore. Nel novembre del 1747 concluse la sua carriera italiana esibendosi per l'ultima volta a Napoli, nel quadro dei festeggiamenti per la nascita del principe ereditario Filippo di Borbone. Il giorno 6, a corte, circondata dai più grandi castrati all'epoca sulle scene italiane (c'erano Caffarelli, Gizziello e Manzuoli) interpretò il ruolo del titolo nella festa teatrale di De Maio, su libretto di Ranieri de' Calzabigi, Il sogno di Olimpia, che narrava della madre di Alessandro Magno e delle sue oniriche vaticinazioni sulla sorte futura "di un tanto Figlio": era ovvio il riferimento al neonato principe e l'auspicio nei suoi confronti a seguire il sentiero del grande macedone. Lo spettacolo fu poi replicato in gran pompa, nei giorni successivi, al Teatro San Carlo.

### Trasferimento a Vienna e ritiro - La morte

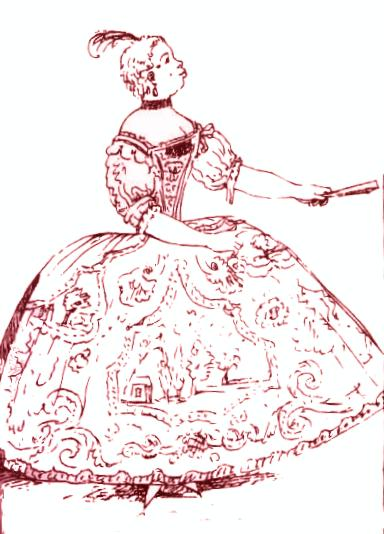
Caricatura de «La Braviss.^{ma} Tesi»
(di Anton Maria Zanetti, il vecchio)

Come impegno successivo a queste esibizioni napoletane, la Tesi aveva accettato un ingaggio a Vienna per quello che si sarebbe dimostrato un trasferimento definitivo, e nel maggio del 1748 partecipò all'inaugurazione del Nuovo Privilegiato Imperiale Teatro (poi noto semplicemente come Burgtheater), assumendo il ruolo di protagonista nella Semiramide riconosciuta di Gluck. Metastasio rimase di stucco: «la Tesi recita in modo che ha sorpreso me, non che tutta l’umanità di Vienna dell’uno e dell’altro sesso», scrisse il 29 giugno al suo collega Giovanni Claudio Pasquini (1695 – 1763). Ma la carriera dell'artista si avviava ormai alla fine e, nonostante che lo stesso Mestastasio scrivesse ancora, alla fine del 1749, che «la Tesi è ringiovanita di venti anni», e che la cantante si sottoponesse l'anno successivo ad un vero e proprio tour de force (quattro opere nuove e due 'pasticci'), l'apparizione come Lucinda nel Vincislao di Georg Christoph Wagenseil nel mese di dicembre, fu l'ultima sul palcoscenico del Burgtheater.
La Tesi non si ritirò subito ufficialmente dalle scene, né smise di cantare. Si parlò ancora di un possibile nuovo lauto ingaggio a Napoli, che però non andò a buon fine; la cantante si prestò come direttore dei costumi di scena del teatro di Vienna; probabilmente affetta anche da problemi di salute, apparve in pubblico – forse per l’ultima volta – nel 1754 a Engelhartstetten, nello Schlosshof, in occasione di una visita della coppia imperiale, interpretando l'operina di Gluck Le cinesi, scritta per l'occasione, e due lavori riproposti di Giuseppe Bonno, anch'essi in atto unico, Il vero omaggio e L’isola disabitata. Il castello era la residenza estiva del principe Giuseppe Federico di Sassonia-Hildburghausen, figura di primissimo piano della corte viennese, della cui protezione (così come di quella dell'imperatrice) la Tesi poté usufruire fino alla morte (il "Duca" fu anche designato come esecutore testamentario nelle ultime volontà della cantante): presso la sua residenza principale a Palazzo Rosenkavalier (oggi Auersperg) in Vienna, lei prese stabilmente alloggio dopo aver messo all'asta nel 1753 tutti i beni mobili che si trovavano nella sua abitazione di Firenze. A Palazzo Rosenkavalier, «lei prendeva regolarmente parte ai concerti privati che si tenevano sotto la direzione del maestro di cappella del principe, Giuseppe Bonno. Il principe aveva offerto alla Tesi un salario per la permanenza nella sua casa, ma lei rifiutò sempre di essere pagata e respingeva anche i regali che il Principe voleva farle.» A rapporti di diverso tenore che avrebbero invece legato il principe con Giacomo Tramontini al tavolo del faraone, accenna peraltro Croce basandosi sulle memorie di Giacomo Casanova.
La Tesi viene generalmente accreditata dalle fonti anche per il suo lavoro di didatta, con riferimento in particolare ad allieve famose come Caterina Gabrielli, Anna De Amicis e Elisabeth Teyber (1744-1816): tuttavia, la cosa appare dubbia per quanto riguarda la De Amicis, mentre per la Gabrielli potrebbe trattarsi non tanto del lavoro di addestramento al canto, quanto di un'attività di perfezionamento verificatasi nel 1755-1756, durante il periodo di permanenza della stessa, già cantante famosa e "virtuosa di corte" dell'imperatore, nella cappella del principe di Sassonia-Hildburghausen. Della Teyber si disse pure, fantasiosamente, che fosse figlia naturale della Tesi, "fatta en cachette con un violinista", ma il ruolo della Tesi come insegnante è attestato anche da Leopold Mozart nella sua lettera del febbraio 1778 precedentemente citata in nota.
Insignita nel 1769 con la croce dell’Ordine di fedeltà e costanza conferitale dal re Cristiano VII di Danimarca, la Tesi morì di polmonite, ricchissima, a Vienna, il 9 maggio 1775: le sue spoglie vennero tumulate nella chiesa dei Cappuccini sulla piazza del Neuer Markt, dove si trova la Cripta Imperiale degli Asburgo e dove la cantante ottenne di essere sepolta, "senza pompa", grazie ad un ingente legato di mille fiorini in favore del convento dei cappuccini annesso alla chiesa.

## Figura storica
(Stefano Arteaga, Le rivoluzioni del teatro musicale italiano dalla sua origine fino al presente, Bologna, Trenti, 1785, II, p. 43)
Michael Lorenz conclude il suo saggio indicato in bibliografia, rilevando come gli studi sulla figura di Vittoria Tesi siano ancora largamente carenti e augurandosi che il suo lavoro possa aprire la strada a una loro ulteriore espansione. Effettivamente, gli scarsi sviluppi della ricerca sono comprovati dalla perdurante validità del breve schizzo biografico che Benedetto Croce elaborò nel 1946 come introduzione del suo libretto sulle lettere d'amore a Enea Silvio Piccolomini. In esso si legge, tra l'altro:
(Benedetto Croce, Un prelato e una cantante del secolo decimottavo. Enea Silvio Piccolomini e Vittoria Tesi. Lettere d'amore, Bari, Laterza, 1946, pp. 28 s.)
Sull'apprezzamento da parte di Metastasio le fonti generalmente concordano, a parte Gerhard Croll, secondo il quale esso sarebbe frutto solo di una successiva resipiscenza del poeta, che avrebbe anzi inizialmente definito la cantante una "grandissima nullità". Le parole di Metastasio, scritte alla fine del 1747, suonano in effetti testualmente, così: «...in proposito [del mio Attilio] soggiungo, che senza un positivo special comando Augustissimo, io non darò certamente l'opera mia a questo Teatro; e che, secondo tutte le apparenze, ho luogo di sperare, che la clemenza della mia Padrona non vorrà in questo limitare il mio arbitrio. L'opera non è terminata, nè s'appoggia sulla prima donna, che quì sarà la Tesi: grandissime nullità» Metastasio si riferiva verosimilmente alle attività preparatorie per l'inaugurazione del nuovo Burgtheater, per la quale l'impresa avrebbe evidentemente voluto accaparrarsi un libretto nuovo di zecca del poeta cesareo, libretto che però non era pronto e non prevedeva una grande parte da prima donna adatta alla Tesi: l'insultante epiteto finale sembra riferirsi agli impresari, non alla cantante, che viene menzionata solamente en passant, che non si era mai esibita a Vienna e la cui pregressa trentennale carriera, certamente ben nota a Metastasio, di tutto era dimostrazione, meno che di un'assoluta nullità.
Anche per quanto riguarda la sua eccellenza nelle parti maschili, le fonti tendono ad asseverarla. Reinhard Strohm inserisce la Tesi nel novero delle cantanti settecentesche specializzate in ruoli maschili, ed in particolare come evidente modello per Maria Maddalena Pieri (?–1753), contralto come lei e come lei fiorentina, primo Tamerlano, Farnace e Nino per Vivaldi. Secondo Francesco Lora la cantante «conservò pari disinvoltura in parti virili e muliebri, e fu specialista di quelle ove il personaggio, travestito, agisce perlopiù in spoglie del sesso opposto (così l’Emira del Siroe e l’eroe eponimo dell'Achille in Sciro metastasiani).» Certamente però, l'esame dei ruoli originali creati dalla Tesi indica che le parti maschili furono soprattutto concentrate nella fase giovanile della sua carriera, mentre il ritorno di fiamma - se così si vuol dire - della seconda metà degli anni trenta pare dovuto più che altro alla convivenza, nella stessa compagnia, con un'altra prima donna, Anna Peruzzi (fl. 1728-1756), la quale, «ottimo soprano ma di piccolissima statura», mal tollerava la vicinanza di rivali. Ci fu un bel lavoro da fare per persuaderla ad esempio che nell'Achille in Sciro, il protagonista, sebbene comparisse per quasi tutta l'opera in vesti femminili, era in effetti un uomo e doveva essere rappresentato da «persona di competente alta statura e di proporzionato spirito, onde nell'agire sia sollecita e ardente,» quale evidentemente era la Tesi, "un donnone", a detta di Benedetto Croce. Del resto, per costringere a sua volta quest'ultima a "rappresentare" da uomo nel Demetrio di Leonardo Leo, l'anno successivo, ci volle addirittura un ordine del re: la cantante si era convinta, chissà come, che il "far da uomo" fosse nocivo per la salute. Comunque, che la Tesi fosse davvero portata per i ruoli maschili è comprovato ad esempio dal fatto abbastanza clamoroso che nella serenata a due voci Marc'Antonio e Cleopatra di Hasse, eseguita a Napoli nel 1725, il ruolo del generale romano fosse affidato a lei e quello della regina d'Egitto al ventenne Farinelli (cfr. riquadro a fianco).
Per quanto concerne le sue caratteristiche vocali, secondo Rodolfo Celletti, «stando ad alcune parti scritte per lei, la Tesi aveva, come normale estensione, il tratto sol grave o sotto il rigo (sol 2) - fa acuto. Probabilmente nelle variazioni poteva scendere al fa 2 e quindi vantava un'estensione di più di due ottave, d'altronde corrispondente a quella che, nel Settecento, era considerata la più idonea per un vero contralto.» Tale tipologia vocale era stata impiegata per larga parte del Seicento soprattutto per le parti buffe di contorno e solo a cavallo tra i due secoli si era affacciata alle grandi parti da amorosa/o o da antagonista, in condizioni di crescente parità con il soprano serio. Tra i grandi contralti che iniziarono allora a popolare i palcoscenici europei la Tesi emerse in un'incontrastata posizione di assoluto primato.
Non fu comunque principalmente per i pregi della sua vocalità o per le sue capacità virtuosistiche, che la Tesi rimase nella memoria dei suoi contemporanei, quanto per le sue doti di cantante-attrice, per dirla in termini moderni. «L'anziana cantante e celeberrima attrice Sgra Tesi», la ricordava nel 1778 Leopold Mozart, nella lettera al figlio sopra ripetutamente citata. Perfino l'ideologo della riforma dell'opera seria, Francesco Algarotti, indicava lei e il castrato Nicolini – almeno fintantoché, e nei limiti in cui, si erano attenuti al metodo naturalistico di interpretazione, rifiutando i vezzi perversi della moda – come modello per quanti volessero ripristinare gli antichi stilemi esecutivi che avevano fatto grande l'opera italiana. Per parte sua, Giovanni Battista Mancini (1714-1800), cantore castrato ai tempi della Tesi, anch'egli (come lei) allievo del Bernacchi e, come questi, poi diventato maestro di canto - alle cui considerazioni del resto anche l'Arteaga della citazione iniziale del presente paragrafo si rifaceva - lasciò un significativo ritratto della cantante. Nell'«Articolo secondo» dei suoi Pensieri e riflessioni pratiche sopra il canto figurato, dopo aver parlato dei grandi castrati che avevano illustrato l'arte lirica del passato, aggiungeva:
(Giambatista Mancini, Pensieri e riflessioni pratiche sopra il canto figurato, Vienna, Ghelen, 1774, pp. 19 e 20)

## Repertorio originale

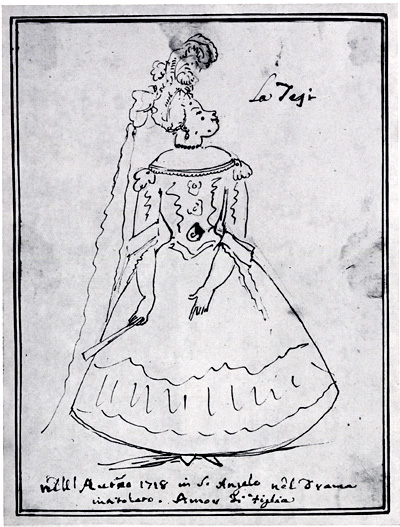
Caricatura: "La Tesi nell'Anno 1718 in S. Angelo nel drama intitolato Amore di figlia"
(di Anton Maria Zanetti il vecchio)

Questo è un elenco dei personaggi creati da Vittoria Tesi, cioè scritti per lei e da lei interpretati alla prima assoluta delle varie opere. L'elenco è stato elaborato sulla base dei dati contenuti nel Corago - Repertorio e archivio di libretti del melodramma italiano dal 1600 al 1900 dell'Università di Bologna; eventuali scostamenti sono segnalati in nota a piè di pagina.
- Licisco, ne La Merope di Giuseppe Maria Orlandini; 24 ottobre 1717, Bologna, Teatro Formagliari; con Francesca Cuzzoni e Giuseppe Maria Boschi
- Celso ne Gli odi delusi dal sangue di Antonio Lotti; febbraio 1718, Dresda, Redoutensaal, con Giuseppe Maria Boschi
- Claudio ne L’amor di figlia di Giovanni Porta, 29 ottobre 1718, Venezia, Teatro Sant'Angelo; con Antonia Merighi
- Clodesillo in Amalasunta di Fortunato Chelleri, carnevale 1718-1719, Venezia, Teatro Sant'Angelo; con Antonia Merighi
- Cario ne Il pentimento generoso di Andrea Stefano Fiorè (1686-1732); 04 febbraio 1719, Venezia, Teatro Sant'Angelo; con Antonia Merighi e Valentino Urbani
- Marte (?) ne La gara degli dei, festa teatrale di Johann David Heinichen; 10 settembre 1719, Reali Giardini di Dresda[62]
- Matilda in Teofane di Antonio Lotti; 13 settembre 1719, Dresda, Regio Elettoral Teatro; con Senesino, Margherita Durastanti e Giuseppe Maria Boschi
- Alcippe (?) in Diana su l'Elba, serenata di Johann David Heinichen; 18 settembre 1719; "sull'acqua nelle vicinanze di Dresda"[63]
- Lotario in L'innocenza difesa di Fortunato Chelleri, gennaio 1721, Firenze, Teatro della Pergola
- Ruolo eponimo in Tito Manlio di Luca Antonio Predieri; carnevale 1721, Firenze, Teatro della Pergola
- Ruolo eponimo in Tamerlano di Fortunato Chelleri; fiera 1721, Treviso, Teatro Dolfin
- Agenore in Astarto di Luca Antonio Predieri; 19 luglio 1721, Bologna, Teatro Malvezzi, con Faustina Bordoni
- Giulia in Plautilla di Antonio Pollarolo; 22 novembre 1721, Venezia, Teatro San Giovanni Grisostomo; con Francesca Cuzzoni e Antonio Bernacchi, Annibale Pio Fabri e Gaetano Berenstadt
- Fausta in Giulio Flavio Crispo di Giovanni Maria Capelli; 17 gennaio 1722, Venezia, Teatro San Giovanni Grisostomo; con Francesca Cuzzoni, Antonio Bernacchi e Annibale Pio Fabri
- Lucinda in Venceslao di Giovanni Porta; ca. 7 febbraio 1722, Venezia, Teatro San Giovanni Grisostomo; con Francesca Cuzzoni, Antonio Bernacchi, Gaetano Berenstadt e Annibale Pio Fabri
- Zanaida ne L'Argippo di Andrea Stefano Fiorè (1686-1732), 28 agosto 1722, Milano, Regio Ducal Teatro
- Tusnelda ne L’Arminio di Carlo Francesco Pollarolo; 20 novembre 1722, Venezia, Teatro Sant’Angelo; con Nicolino (Nicola Grimaldi)
- Ramira in Timocrate di Leonardo Leo; 26 dicembre 1722, Venezia, Teatro Sant'Angelo; con il Cavalier Nicolino
- Valeria ne La caduta de' decemviri di Giovanni Porta, 26 dicembre 1723 - Milano, Regio Ducal Teatro
- Ruolo eponimo ne L'Oronta di Giuseppe Maria Orlandini; carnevale 1724, Milano, Regio Ducal Teatro
- Erenice ne Il Venceslao von Giovanni Maria Capelli; primavera 1724, Parma, Teatro di Corte; con Faustina Bordoni
- Ruolo eponimo in Eraclea di Leonardo Vinci; 1º ottobre 1724, Napoli, Teatro San Bartolomeo; con Farinelli (Carlo Broschi) e Anna Maria Strada del Po
- Egeria in Turno Aricino di Leonardo Leo, Leonardo Vinci et al (?); 3 dicembre 1724, Napoli, Teatro San Bartolomeo; con Farinelli e Anna Maria Strada del Po
- Climene in Tito Sempronio Gracco von Domenico Natale Sarro; carnevale 1725, Napoli, Teatro San Bartolomeo; con Farinelli e Anna Maria Strada del Po
- Ruolo eponimo in Zenobia in Palmira di Leonardo Leo; 13 maggio 1725, Napoli, Teatro San Bartolomeo; con Farinelli e Anna Maria Strada del Po
- Marc'Antonio in Marc'Antonio e Cleopatra, serenata di Johann Adolf Hasse, 1725, residenza di campagna di Carlo Carmignano, con Farinelli nei panni di Cleopatra[64]
- Andromaca in Astianatte di Leonardo Vinci; 2 dicembre 1725, Napoli, Teatro San Bartolomeo; con Farinelli e Anna Maria Strada del Po
- Ruolo eponimo in La Lucinda fedele di Giovanni Porta; carnevale 1726, Napoli, Teatro San Bartolomeo; con Farinelli e Anna Maria Strada del Po
- Elpidia ne I rivali generosi di Giuseppe Vignati; 26 maggio 1726, Venezia, Teatro San Samuele; con il Cavalier Nicolino
- Ruolo eponimo in Girita di Giuseppe Vignati; carnevale 1727, Milano, Regio Ducal Teatro; con il cavalier Nicolino
- Ruolo eponimo in Ipermestra di Giuseppe Ferdinando Brivio, 26 dicembre 1727, Milano, Regio Ducal Teatro; con Antonio Bernacchi
- Ruolo eponimo in Berenice di Giuseppe Maria Orlandini, 17 gennaio 1728, Milano, Regio Ducal Teatro; con Antonio Bernacchi
- Medea in Medo di Leonardo Vinci; primavera 1728, Parma, Teatro Ducale con Antonio Bernacchi e Farinelli
- Ruolo eponimo in Eurene di Luca Antonio Predieri; carnevale 1729, Milano, Regio Ducal Teatro; con Caffarelli
- Ruolo eponimo in Viriate di Giovanni Nicola Ranieri Redi (1685-1769); estate 1729, Firenze, Teatro del Cocomero; con Caffarelli
- Tamiri in Il Farnace di Leonardo Vinci; 28 agosto 1729, Napoli, Teatro San Bartolomeo
- Cleopatra in Tigrane di Johann Adolph Hasse; 4 novembre 1729, Napoli, Teatro San Bartolomeo
- Lisea in Temese di Francesco Feo; inverno 1729, Napoli, Teatro San Bartolomeo
- Ruolo eponimo in Semiramide di Leonardo Leo; 2 febbraio 1730, Napoli, Teatro San Bartolomeo
- Cleofide in Alessandro nell’Indie di Luca Antonio Predieri, carnevale 1731, Milano, Regio Ducal Teatro; con Giovanni Carestini e Caffarelli
- Berenice in Farnace di Giovanni Porta; primavera 1731, Bologna, Teatro Malvezzi; con Farinelli, Francesca Cuzzoni e Antonio Bernacchi
- Arianna in Arianna e Teseo di Riccardo Broschi; 28 agosto 1731, Milano, Regio Ducal Teatro; con Farinelli
- Marzia in Catone in Utica di Johann Adolph Hasse; 26 dicembre 1731, Torino, Regio Teatro; con Farinelli
- Ruolo eponimo in Merope di Riccardo Broschi; carnevale 1732, Torino, Regio Teatro; con Farinelli
- Giulia Mammea in Alessandro Severo di Geminiano Giacomelli, Piacenza, Teatro Ducale; con Giovanni Carestini
- Ruolo eponimo in Candace di Giovanni Battista Lampugnani; 26. dicembre 1732, Milano, Regio Ducal Teatro; con Caffarelli e Angelo Amorevoli
- Ruolo eponimo ne La Semiramide di Giovanni Porta; carnevale 1733, Milano, Regio Ducal Teatro; con Caffarelli e Angelo Amorevoli
- Emira in Siroe, re di Persia di Johann Adolph Hasse; 2 maggio 1733, Bologna, Teatro Malvezzi; con Farinelli e Caffarelli
- Giulia Mammea, L'ambizione superata dalla virtù, Giovanni Battista Sammartini, 26 dicembre 1734 - Milano, Regio Ducal Teatro; con Giuseppe Appiani e Angelo Amorevoli
- Cornelia in Cesare in Egitto di Geminiano Giacomelli; carnevale 1735, Milano, Regio Ducal Teatro; con Giuseppe Appiani e Angelo Amorevoli
- Cleofide ne L’Alessandro nell’Indie di Johann Adolph Hasse, 28 gennaio 1736, Venezia, Teatro San Giovanni Grisostomo; con Angelo Amorevoli
- Berenice in Farnace di Leonardo Leo; 19 dicembre 1736, Napoli, Teatro San Bartolomeo; con Giovanni Carestini e Angelo Amorevoli
- Ruolo eponimo in Achille in Sciro di Domenico Natale Sarro, 4 novembre 1737, Napoli, Teatro San Carlo (inaugurazione); con Angelo Amorevoli
- Megacle ne L’olimpiade di Leonardo Leo; 19 dicembre 1737, Napoli, Teatro San Carlo; con Angelo Amorevoli
- Venere ne Le nozze di Amore e Psiche, festa teatrale di Leonardo Leo; 23 giugno 1738, Napoli, Teatro San Carlo
- Alceste ne Il Demetrio (seconda versione) di Leonardo Leo; 30 giugno 1738, Napoli, Teatro San Carlo; con Angelo Amorevoli
- Ruolo eponimo[65] in Temistocle di Giovanni Alberto Ristori; 19 dicembre 1738, Napoli, Teatro San Carlo; con Caffarelli e Angelo Amorevoli
- Ruolo eponimo ne La Semiramide riconosciuta (revisione) di Nicola Porpora; 20 gennaio 1739, Napoli, Teatro San Carlo; con Caffarelli e Angelo Amorevoli
- Teseo ne Le nozze di Bacco di anonimo; 1739, Madrid, Teatro del Buen Retiro; con Caffarelli e Annibale Pio Fabri
- Berenice in Farnace di Francesco Corselli; 4 novembre 1739, Madrid, Teatro del Buen Retiro; con Caffarelli e Annibale Pio Fabri
- Berenice in Vologeso, re de' Parti di Pietro Pulli; maggio 1741, Reggio Emilia, Teatro del Pubblico; con Giovanni Carestini e Angelo Amorevoli
- Cleopatra in Tigrane di Giuseppe Arena; 18 novembre 1741, Venezia, Teatro San Giovanni Grisostomo
- Ruolo eponimo in Merope di Niccolò Jommelli; 26 dicembre 1741, Venezia, Teatro San Giovanni Grisostomo
- Ruolo eponimo in Statira di Nicola Porpora; 24 gennaio 1742, Venezia, Teatro San Giovanni Grisostomo
- Diana in Endimione, serenata di Andrea Bernasconi; 3 febbraio 1742; Venezia, Teatro San Giovanni Grisostomo
- Asteria in Baiazet di Andrea Bernasconi, ca. 15 ottobre 1742, Venezia, Teatro San Giovanni Grisostomo, con Maria Giustina Turcotti
- Ruolo eponimo in Semiramide di Niccolò Iommelli; 26 dicembre 1742, Venezia, Teatro San Giovanni Grisostomo, con Maria Giustina Turcotti
- Emira in Siroe di Gennaro Manna; 9 febbraio 1743, Venezia, Teatro San Giovanni Grisostomo, con Maria Giustina Turcotti
- Clori ne La ninfa Apollo, scherzo comico pastorale di Andrea Bernasconi, 26 febbraio 1743, Venezia, Teatro San Giovanni Crisostomo, con Maria Giustina Turcotti
- Asteria in Bajazet di Egidio Romualdo Duni, 08/09/1743, Firenze, Teatro della Pergola
- Ruolo eponimo in Ipermestra di Christoph Willibald Gluck; 21 novembre 1744, Venezia, Teatro San Giovanni Grisostomo
- Semiramide in Semiramide riconosciuta di Johann Adolph Hasse; 26 dicembre 1744, Venezia, Teatro San Giovanni Grisostomo; con Giovanni Carestini
- Berenice in Antigono di Andrea Bernasconi, 13 febbraio 1745, Venezia, Teatro San Giovanni Grisostomo; con Giovanni Carestini
- Achille ne Il trionfo della gloria di anonimo; 24 gennaio 1747, Firenze, Teatro della Pergola
- Ruolo eponimo ne Il sogno d’Olimpia, festa teatrale di Giuseppe de Majo; 6 novembre 1747, Napoli, Palazzo Reale; con Caffarelli, Gizziello (Gioacchino Conti) e Giovanni Manzuoli
- Ruolo eponimo ne La Semiramide riconosciuta di Christoph Willibald Gluck; 14 maggio 1748, Vienna, Nuovo Privilegiato Imperiale Teatro; con Angelo Amorevoli
- Cleofide in Alessandro nell'Indie di Georg Christoph Wagenseil, 11 agosto 1748, Vienna, Nuovo Privilegiato Imperiale Teatro; con Angelo Amorevoli
- Cleonice ne Il Demetrio di Baldassare Galuppi; 16 o 27 ottobre 1748, Vienna, Burgtheater; con Angelo Amorevoli
- Mandane in Artaserse di Baldassare Galuppi; 27 gennaio 1749, Vienna, Nuovo Privilegiato Imperial Teatro
- Ruolo eponimo in Achilles in Scyro di Niccolò Jommelli; 30 agosto 1749, Vienna, Nuovo Privilegiato Imperiale Teatro; con Caffarelli e Anton Raaff
- Fulvia in Ezio di Andrea Bernasconi; 4 ottobre 1749, Vienna, Schönbrunn; con Caffarelli e Anton Raaff
- Ruolo eponimo in Didone abbandonata (seconda versione) di Niccolò Jommelli; 8 dicembre 1749, Vienna, Nuovo Privilegiato Imperiale Teatro; con Caffarelli e Anton Raaff
- Ruolo eponimo in Andromeda liberata di Girolamo Abos; 30 marzo 1750, Vienna, Nuovo Privilegiato Imperial Teatro; con Angelo Amorevoli
- Berenice in Vologeso, re de' Parti di David Perez; 1750, Vienna, nella cesarea corte; con Angelo Amorevoli
- Ruolo eponimo ne L'Armida placata centone di autori vari, 28/08/1750, Vienna, Nuovo Privilegiato Imperial Teatro con Angelo Amorevoli
- Ruolo eponimo in Andromaca di David Perez; 1750, Vienna, Nuovo Privilegiato Imperial Teatro; con Angelo Amorevoli
- Ruolo eponimo in Euridice centone di Georg Christoph Wagenseil et al; 1750, Vienna, Nuovo Privilegiato Imperial Teatro
- Lucinda in Vincislao di Georg Christoph Wagenseil; 8 dicembre 1750, Vienna, Nuovo Privilegiato Imperial Teatro
- Lisinga ne Le cinesi, serenata di Christoph Willibald Gluck; 24 settembre 1754, Castello di Hof (presso Vienna)